# Lashinda Demusová
Lashinda Demusová (* 10. března 1983 Inglewood, Kalifornie) je americká atletka. Je olympijskou vítězkou (2012), mistryní světa (2011) a dvojnásobnou vicemistryní světa (2005, 2009) na čtvrtce s překážkami.
Prvního úspěchu dosáhla v roce 2002 na juniorském mistrovství světa v Kingstonu, kde získala zlatou medaili. Reprezentovala na olympiádě v Athénách v roce 2004, kde v semifinálovém běhu skončila s časem 54,32 s jako první nepostupující do finále. Na mistrovství světa 2005 v Helsinkách vybojovala stříbrnou medaili, když nestačila jen na Rusku Julii Pečonkinovou. V roce 2005 v Monaku a 2006 ve Stuttgartu vyhrála světové atletické finále.
V roce 2008 se vrátila po mateřské dovolené na atletické ovály, avšak v americké kvalifikaci na letní olympijské hry skončila čtvrtá a do Pekingu neodcestovala. O rok později uspěla na světovém šampionátu v Berlíně, kde získala stejně jako na MS 2005 stříbrnou medaili.

## Osobní rekordy
Její osobní rekord na této trati má hodnotu 52,47 s, což je v současnosti třetí nejrychlejší čas celé historie. Rychleji trať zaběhla jen Jamajčanka Melaine Walkerová (52,42 s) a světový rekord drží od roku 2003 časem 52,34 s ruská běžkyně Julija Pečonkinová.
- 400 m (hala) – 51,63 s – 13. březen 2004, Fayetteville
- 400 m přek. (dráha) – 52,47 s – 1. září 2011, Tegu (Americký rekord)